# Abbey St Bathans
Abbey St Bathans ist ein Weiler in der schottischen Council Area Scottish Borders beziehungsweise in der traditionellen Grafschaft Berwickshire. Er liegt rund 25 Kilometer nordwestlich des englischen Berwick-upon-Tweed und 8 Kilometer nördlich von Duns am rechten Ufer des Whiteadder Water gegenüber der Einmündung des Monynut Water.

## Geschichte
Abbey St Bathans geht auf die Stiftung eines Zisterzienserinnenklosters am Standort durch Gräfin Ada, Gattin von Patrick Dunbar, 4. Earl of Dunbar, im 12. Jahrhundert zurück. 1622 wurde das Kloster säkularisiert. Die heutige Abbey St Bathans Church geht auf die ehemalige Klosterkapelle zurück. Sie wurde im Laufe der 1860er Jahre im neoromanischen Stil weitgehend neu aufgebaut.
Mit den Resten des rund einen Kilometer nordwestlich befindlichen Hillforts Shannabank Hill Fort und dem eisenzeitlichen Broch Edin’s Hall zwei Kilometer südöstlich existieren jedoch auch Belege früherer Besiedlung. Das Herrenhaus Abbey St Bathans House ließ John Turnbull of Duns im frühen 19. Jahrhundert errichten. 1881 lebten 250 Personen in Abbey St Bathans. Dies bedeutete eine deutliche Steigerung zu den 122 Einwohnern, die dort 1831 erfasst wurden. Ein 1828 in der Nähe eröffnetes Kupferbergwerk wurde kurze Zeit später aus wirtschaftlichen Gründen aufgegeben.

## Verkehr
Abbey St Bathans ist über eine untergeordnete Straße angebunden. Die Ortschaft ist sowohl am Fernwanderweg Southern Upland Way und dem Sir Walter Scott Way gelegen.